# أساطير بانتوية

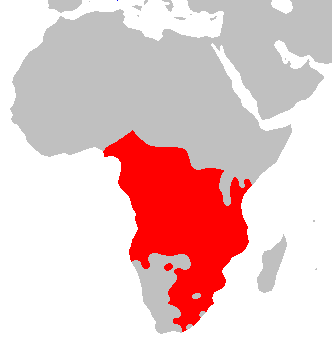
التوزيع التقريبي للغات البانتو

معتقدات البانتو (بالإنجليزية: The Bantu beliefs)‏ هي نظام معتقدات وأساطير البانتويين في إفريقيا. على الرغم من أن شعوب البانتو يمثلون عدة مئات من المجموعات الإثنية المختلفة، إلَّا أنَّ هناك مستوى عالٍ من التماثل فيما بين ثقافات وعادات البانتو، تمامًا كما هو الحال في لغات البانتو. عادةً ما تشير عبارة «الأساطير البانتوية أو البانتو» إلى الموضوعات الشائعة والمتكررة الموجودة في جميع ثقافات البانتو أو معظمها.
يعتقد البانتويون بإله متعالٍ عن كلِّ شيءٍ، والذي يجب التعبد إليه من خلال جميع الممارسات الدينية. وكان بعد ظهور المسيحية والإسلام بين البانتويين أن قاموا بمماثلة أو مساواة إله هذين الدينين مع إلههم. وهكذا أصبح مونغو إله يرعى الإنسانية وأنَّه من المنطقي عبادته والصلاة إليه.